# Joseph Carl Rodewald
Joseph Carl Rodewald   (Seitschen, 1735 - Hanau, 1809) fou un compositor musical alemany.
Fou deixeble de Benda i de Kirnberger, el 1762 entrà al servei del landgravi d'Hesse, a la vegada que es distingia com a violinista i compositor.
Va escriure una òpera còmica per al teatre de Kassel, nombroses composicions instrumentals i la peça més coneguda de Rodewald un Stabat Mater.